# Garmin
Garmin è una società multinazionale registrata in Svizzera, con sede legale a Sciaffusa e sede operativa a Olathe, negli Stati Uniti d'America, che sviluppa tecnologie di aviazione e commerciali per GPS. Si tratta di un gruppo di compagnie fondato nel 1989 da Gary Burrell, Min Kao, David Casey e Paul Shumaker.

## Sedi e storia aziendale
La sussidiaria Garmin International ha sede a Olathe in Kansas (USA), la più grande sussidiaria e la struttura di produzione primaria di Garmin Limited è la sede in Asia a Sijhih City, Taiwan.
Nel 2008 entra nel mercato dei cellulari con Nuvifone, un telefono-navigatore satellitare.
Nel 2010 Garmin ha annunciato la cessazione della produzione del Nuvifone.
Le mappe di OpenStreetMap sono compatibili coi navigatori Garmin.
Alcuni modelli di navigatori Garmin (tra cui la serie eTrex) sono stati tra i primi prodotti di livello consumer a essere compatibili con la costellazione di satelliti GLONASS oltre che GPS.

## Prodotti
- Prodotti per il settore automobilistico[4]
  - Garmin Nuvi per Auto
  - Garmin Zumo per Moto e Scooter
  - Garmin Dezl per Camion e Camper
- Prodotti per Sport e Outdoor[5]
  - Garmin Edge per il Cycling
  - Garmin Forerunner per Running e Fitness
  - Garmin Instinct, Epix, Fenix, Etrex e Montana per l'Outdoor
  - Garmin Approach per il Golf
  - Garmin XT per il triathlon
- Prodotti per la Nautica[6]
  - Garmin GPSmap per la Nautica
- Prodotti della gamma Virb
  - Garmin Virb XE
  - Garmin Virb Elite
  - Garmin Virb 360

Garmin produce inoltre una serie di strumenti non correlati alla navigazione satellitare quali Radio VHF e AIS, stazioni meteo, ecoscandagli, antenne radar, ecc.
I navigatori garmin possono essere utilizzati, come indicato sul libretto delle istruzioni, per praticare il geocaching.